# Храм Антония и Феодосия Печерских
Храм Антония и Феодосия Печерских (церковь Антония и Феодосия, иногда церковь Свенской Божией Матери) — православный храм-памятник в Брянске. Расположен в центре Свенского монастыря на окраине Супонева. Храм был возведён по указу Ивана Грозного.

## История
Церковь Антония и Феодосия Печерских была возведена вместе с Успенским собором. Возводила её артель во главе с тверским мастером Гавриилом Дмитриевичем Маковым. Вся церковь была расписана на сюжет чудес иконы Свенской Божией Матери, потому и сам храм иногда именовался церковью Свенской Божией Матери.
В 1677 году этот храм обрушился. В 1681 году церковь Антония и Феодосия была восстановлена.
До XIX столетия церковь выполняла роль трапезной, а позднее, когда была возведена отдельная трапезная — роль теплого храма, в котором была старинная изразцовая печь.
С 1806 по 1807 годы были сделаны пристройки к трапезной и расширены ее оконные проемы.
В 1817 году тесовая кровля заменена железной, а позже, в 1832 году прежний вход переделан в ризницу и с севера пристроена паперть. Также в XIX веке церковь была оштукатурена.
В 1928 году была взорвана.
В 2010-х годах была восстановлена.

## Архитектура

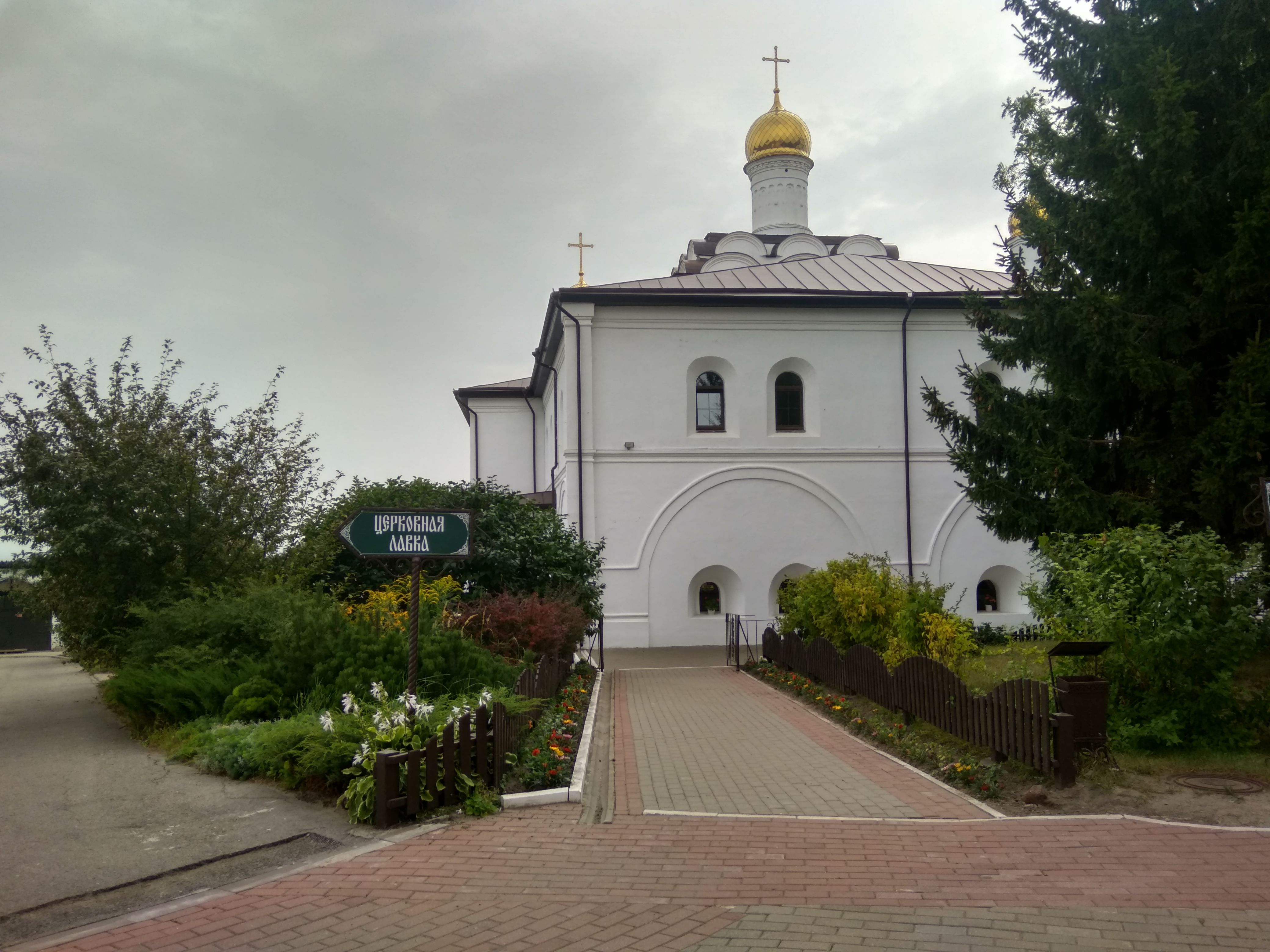
Подход к церкви Антония и Феодосия

Церковь Антония и Феодосия — бесстолпная, одноглавая, украшена декоративным барабаном, а поверхность купола окаймлена килевидной аркатурой. Имеет декор наличников окон второго этажа, а верхняя часть основного нефа обработана закомарами.
Выполнена из красного кирпича, на бутовых фундаментах, оштукатурена. К началу реконструкции сохранились лишь часть подклети и стен.
В одном из описаний Свенского монастыря говорилось: «…церковь Антония и Феодосия Печерских чудотворцев каменная же с трапезою; а в трапезе печь израсчатая, зеленая, да у той же церкви приделана подкеларская, а под церковью и под трапезою два погреба, да хлебня. Церковь и трапеза покрыты тесом, а на церкви одна глава покрыта белым железом. Кроме иконописания, особых дорогих украшений в этой церкви не было».
Первоначальный план церкви представлял собой прямоугольник с полукружной в грань алтарной апсидой, папертью с ризницей на западе и трапезной на востоке. Вопреки общему правилу, алтарная часть храма была обращена не на восток, а на юг.
В архитектуре храма отразились формы Владимиро-суздальского зодчества. Особенно это видно в облицовке барабана.